# 阿维尔·卡瓦列罗
阿维尔·拉蒙·卡瓦列罗·阿尔瓦雷斯（西班牙語：Abel Ramón Caballero Álvarez，1946年9月2日—），西班牙政治人物、作家，加利西亚社会主义者党—工社党党员。2007年6月至今担任加利西亚自治区维戈市长。

## 生平

### 教育背景
1946年9月2日出生于蓬特韦德拉省蓬特亚雷亚斯。维戈大学法学系本科毕业后，在圣地亚哥-德孔波斯特拉大学攻读经济学博士学位。期间获得英国剑桥大学奖学金，并在那里完成了博士学位。他还获得了埃塞克斯大学的经济学硕士学位。他是圣地亚哥-德孔波斯特拉大学经济学教授。1980年任塞维利亚大学经济与工商管理学院理论经济学教授。曾任西班牙区域科学协会主席，著有《马克思主义经济危机》等作品，主要从事经济理论与地区发展领域研究。

### 政治生涯
1982年，他当选拉科鲁尼亚选区的西班牙众议院议员。1986年，当选蓬特韦德拉选区的众议院议员。1985年至1988年，他在费利佩·冈萨雷斯内阁担任交通、通讯和旅游大臣。1994年至1998年，担任加利西亚社会主义者党—工社党主席。1997年10月，他代表该党参加加利西亚议会选举，获得19.7%的选票，位列第三。由于这是该党历史上最差的成绩，他辞去了西班牙众议院议员的职务。1997年11月，他不再担任该党在自治区议会发言人的职务，转而成为党团荣誉主席。
2005年至2007年，他担任维戈港务局主席。2006年9月，他宣布代表加利西亚社会主义者党—工社党参加维戈市长选举。2007年5月全国市政选举中，维戈市议会由13名人民党议员、9名工社党议员和5名加利西亚民族主义集团议员组成。然而，根据工社党和加利西亚民族主义集团达成的共同执政协议，阿维尔·卡瓦列罗成为该市的新任市长。2011年，他再次在共同执政协议的帮助下当选市长。2015年5月，工社党在议会选举中取得胜利，他以绝对多数票当选市长。
2015年9月至2023年9月，他担任西班牙省市联合会主席。2016年10月，他反对中国国旅集团收购皇家维戈塞尔塔俱乐部的主场巴拉伊多斯球场。
2019年5月，在全国市政选举中，他获得67.6%的选票，连任市长。2023年5月，工社党获得市议会27名议席中的19席，得票率为61%。

## 荣誉
- 大十字级卡洛斯三世勋章（1989年）[11]